# Fragmentación en embriones humanos
La fragmentación en embriones humanos es una característica a tener en cuenta a la hora de analizar los mismos en una técnica de reproducción asistida. Ocurre principalmente durante la mitosis de las dos primeras divisiones celulares, y es el parámetro, después del número de células, más importante que hay que tener en cuenta. La fragmentación se da cuando se encuentran fracciones del citoplasma que no presentan núcleos. 
No se conocen bien las causas que pueden provocar esta fragmentación; de hecho, no se sabe si pueden ser extrínsecas o intrínsecas al embrión. Se conocen diferentes hipótesis sobre las causas que la pueden provocar:
- Secuestro de proteínas reguladoras.

- Interferencia entre blastómeras.

- Inducción de apoptosis.

El desarrollo del embrión se puede ver bastante afectado si los fragmentos ocupan mucho volumen. Entre las consecuencias de la fragmentación celular se encuentran la pérdida de blastómeras válidas para el desarrollo embrionario y la pérdida de intercomunicación celular, que puede llegar a tener consecuencias sobre blastómeras no afectadas por procesos de fragmentación celular. 
Se ha descrito una clasificación de 5 tipos según las características del embrión para tenerla en cuenta en reproducción asistida. Normalmente si la fragmentación sobrepasa un 35% del volumen o es de tipo IV o V el embrión no es óptimo. El porcentaje normal se encuentra entre el 10% y el 35% de fragmentación. 

## Tipos de fragmentación
- I: Menos del 5% asociado siempre a una sola blastómera. Se puede confundir con corpúsculos.

- II: Fragmentos localizados, habitualmente cerca del espacio perivitelino que corresponden a la fragmentación parcial o completa de una blastómera.

- III: Fragmentos pequeños y distribuidos por todo el embrión, entre las blastómeras o periféricamente.

- IV: Fragmentos grandes que parecen blastómeras, distribuidos por todo el embrión y asociado a blastómeras irregulares.

- V: Fragmentos necróticos, granulares asociadas a blastómeras con el citoplasma contraído.

- Datos: Q5864592